# Памятник-бюст Д. Б. Глинке (Кривой Рог)
Бюст Д. Б. Глинке — памятник истории Великой Отечественной войны в Центрально-Городском районе города Кривой Рог Днепропетровской области.

## История
Согласно указу Президиума Верховного Совета СССР от 24 августа 1943 года в селе Рахмановка, по улице Куйбышева, 5 декабря 1948 года на родине лётчика, был установлен бронзовый бюст дважды Героя Советского Союза Дмитрия Борисовича Глинки.

## Характеристика
Бронзовый, окрашенный в чёрный цвет бюст размерами 1,26×1,28×0,7 м установлен на прямоугольном в плане гранитном пьедестале размерами 0,86×0,42×0,05 м. Постамент размерами 0,86×0,86×1,73 м изготовлен из серого гранита, опирается на трапециевидное гранитное основание размерами 1,1×1,25×0,9 м.
С обратной стороны снизу высечена частично не читаемая надпись в две строки: «Ленинградский / з-д монументальной скульптуры». Скульптор И. М. Чайков, архитектор А. А. Заварзин.
Памятник создан работниками Центрального художественного комбината Москвы.